# Finland op het Eurovisiesongfestival 1986
Finland nam in 1986 deel aan het Eurovisiesongfestival in Bergen, Noorwegen. Het was de vijfentwintigste deelname van het land op het festival. Het land werd vertegenwoordigd door Kari Kuivalainen met het lied Päivä kahden ihmisen.

## Selectieprocedure
De finale werd gehouden in de studio's van YLE in Helsinki en het werd gepresenteerd door presentator Kari Lumikero.
De winnaar werd aangeduid door een expertjury.
| Volgorde | Artiest                   | Lied                 | Punten | Plaats |
| -------- | ------------------------- | -------------------- | ------ | ------ |
| 1        | Kirka & Kim               | Aitoa taikaa         | 74     | 3de    |
| 2        | Tulip                     | Tanssin aurinkoon    | 22     | 9de    |
| 3        | Irina Milan and Eija Ahvo | Applause             | 53     | 5de    |
| 4        | Kirka                     | Uusiin taivaisiin    | 88     | 2de    |
| 5        | Sonja Lumme               | Tappavat kyyneleet   | 48     | 6de    |
| 6        | Gruppo Jokke              | Kaamoksen maa        | 37     | 7de    |
| 7        | Kim Lönnholm              | Rautataivas          | 64     | 4de    |
| 8        | Kari Kuivalainen          | Päivä kahden ihmisen | 89     | 1ste   |
| 9        | Danny                     | Ninja                | 31     | 8ste   |

## In Bergen
Op het Eurovisiesongfestival zelf trad Finland als 19de van 20 deelnemers aan, na Denemarken en voor Portugal. Aan het einde van de puntentelling stond Finland op een 15de plaats te zijn geëindigd met 22 punten.
België gaf 8 punten aan deze inzending en Nederland 1.

### Gekregen punten

#### Finale
| 12 punten | 10 punten | 8 punten             | 7 punten | 6 punten              |
| --------- | --------- | -------------------- | -------- | --------------------- |
|           |           | - België             |          | - IJsland             |
| 5 punten  | 4 punten  | 3 punten             | 2 punten | 1 punt                |
|           |           | - Cyprus - Duitsland |          | - Nederland - Turkije |

### Punten gegeven door Finland

#### Finale
Punten gegeven in de finale:
| 12 punten | België              |
| 10 punten | Verenigd Koninkrijk |
| 8 punten  | Ierland             |
| 7 punten  | Zwitserland         |
| 6 punten  | Oostenrijk          |
| 5 punten  | Zweden              |
| 4 punten  | Luxemburg           |
| 3 punten  | Nederland           |
| 2 punten  | Duitsland           |
| 1 punt    | Spanje              |

1961 · 1962 · 1963 · 1964 · 1965 · 1966 · 1967 · 1968 · 1969 · 1970 · 1971 · 1972 · 1973 · 1974 · 1975 · 1976 · 1977 · 1978 · 1979 · 1980 · 1981 · 1982 · 1983 · 1984 · 1985 · 1986 · 1987 · 1988 · 1989 · 1990 · 1991 · 1992 · 1993 · 1994 · 1995 · 1996 · 1997 · 1998 · 1999 · 2000 · 2001 · 2002 · 2003 · 2004 · 2005 · 2006 · 2007 · 2008 · 2009 · 2010 · 2011 · 2012 · 2013 · 2014 · 2015 · 2016 · 2017 · 2018 · 2019 · 2020 · 2021 · 2022 · 2023 · 2024 · 2025